# Azeta melanea
Azeta melanea är en fjärilsart som beskrevs av Stoll 1781. Azeta melanea ingår i släktet Azeta och familjen nattflyn. Inga underarter finns listade i Catalogue of Life.

## Bildgalleri

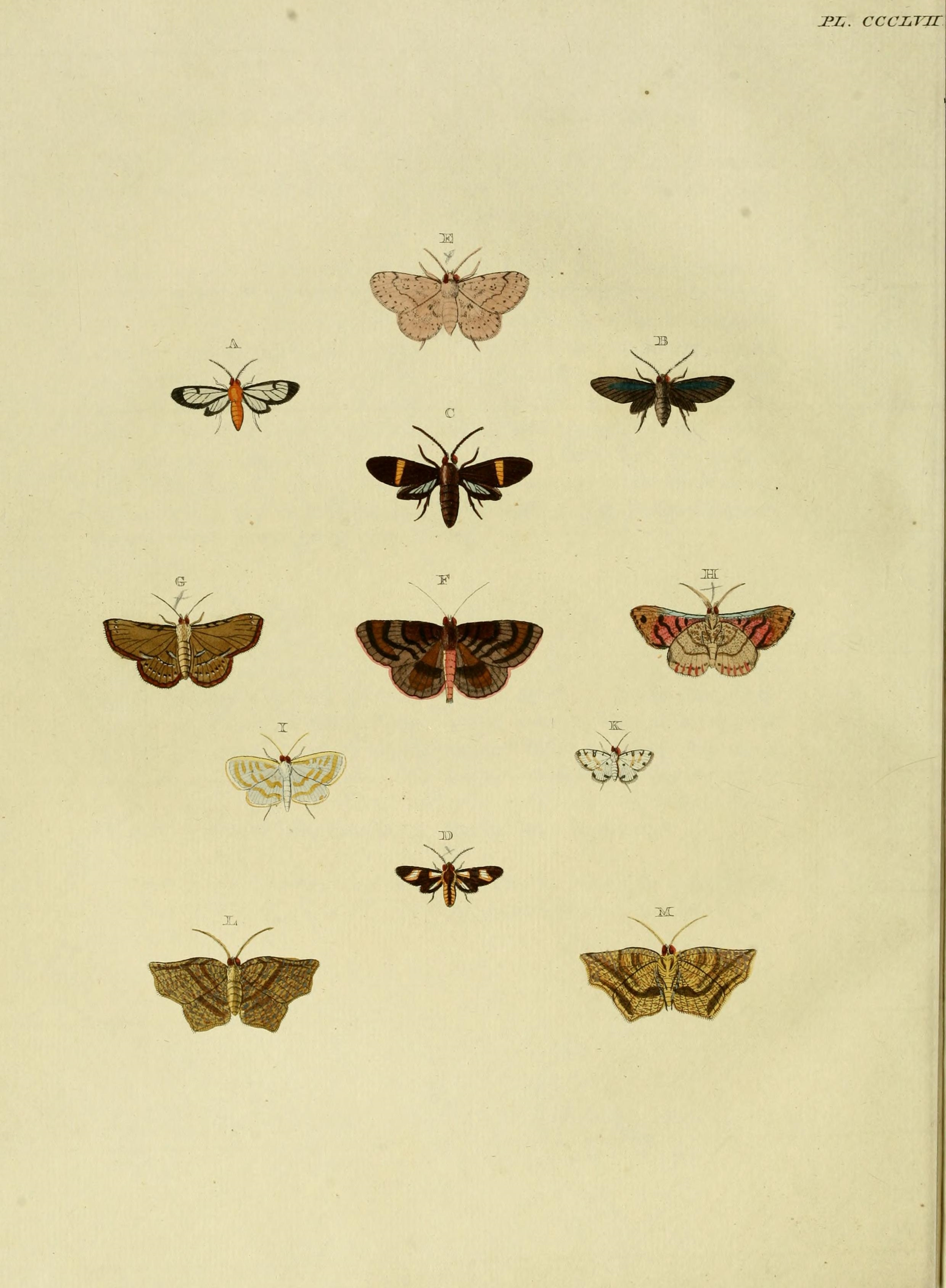